# Карпова Ганна Самійлівна
Га́нна Самі́йлівна (Хана Шмулівна) Лувіщу́к (рос. Анна Самойловна Лувищук; у шлюбі — Ка́рпова; * 1883, Кам'янець-Подільський — 1968, Москва) — російська революціонерка. Дружина революціонера, організатора радянської хімічної промисловості Льва Карпова. Мати радянських учених Володимира Карпова та Юрія Карпова.

## Біографічні відомості
Народилася 1883 року (за іншими даними — 8 серпня (20 серпня за новим стилем) 1881 року) в Кам'янці-Подільському. Сестра Євгенії Самійлівни Шліхтер (до шлюбу — Лувіщук). 1900 року в рідному місті закінчила Маріїнську жіночу гімназію .
За революційну діяльність Лувіщук декілька разів заарештовували.
У радянський час перебувала на керівних посадах. У 1921—1922 роках керувала роботою губполітпросвіти, з 1922 до 1926 року завідувала агітпропом Краснопресненського районного комітету партії. З 1929 до 1935 року була ректоркою Московських обласних курсів марксизму, пізніше реорганізованих в обласний Комуністичний університет, а потім — у Вищу комуністичну сільськогосподарську школу. У 1935—1940 роках очолювала Московський інститут філософії, літератури, історії (МІФЛІ).
Доктор історичних наук Юрій Павлович Шарапов-Антонов, який у 1937—1941 роках навчався на історичному факультеті МІФЛІ, 1990 року згадував: «Ректором Інституту тоді була Ганна Самійлівна Карпова, член партії з 1904 року. Коли нас виключали з ВЛКСМ за те, що арештовували наших батьків і матерів, вона була безсильна проти Сокольницького райкому комсомолу. Але за весь час аж до 1940 року, поки її не зняли з роботи, вона не дала виключити з інституту жодного сина, жодної доньки репресованих батьків, посилаючись на конституційне право на освіту…»  Літературознавець Віталій Озеров, випускник МІФЛІ 1940 року, писав: «Репресії зачепили й ІФЛІ, хоча, можливо, менше, ніж інші виші (в цьому, безумовно, незабутня заслуга дуже авторитетного директора Ганни Самійлівни Карпової)» .
1940 року Ганну Карпову призначили директоркою Державного історичного музею в Москві . Очолювала музей понад 20 років — до 1962 року, коли її на посаді змінив Василь Гаврилович Вержбицький .
Померла в червні 1968 року в Москві.
Нагороджена двома орденами Леніна, орденом Трудового Червоного Прапора, медалями.